# Oleylamin
Oleylamin ist eine chemische Verbindung aus der Gruppe der aliphatischen Amine.

## Gewinnung und Darstellung
Oleylamin kann durch Hydrierung von (Z)-9-Octadecennitril in Gegenwart von Ammoniak und einem Raney-Nickelkatalysator gewonnen werden.

## Eigenschaften
Oleylamin ist eine brennbare, schwer entzündbare, farblos bis leicht gelbliche, hochviskose Flüssigkeit mit aminartigem Geruch, die praktisch unlöslich in Wasser ist. Die Verbindung ist ein langkettiges primäres Alkylamin, das als Elektronendonor wirkt und wegen seiner NH2-Gruppe eine Affinität zu Metallen aufweist.

## Verwendung
Oleylamin wird bei der chemischen Synthese von Nanopartikeln verwendet. Es wirkt als starkes Reduktionsmittel sowie als Stabilisator bei der Synthese von Nanopartikeln. Es wurde auch als Tensid in der Textilproduktion und als Kosmetikinhaltsstoff eingesetzt.